# 23002 Jillhirsch
23002 Jillhirsch è un asteroide della fascia principale. Scoperto nel 1999, presenta un'orbita caratterizzata da un semiasse maggiore pari a 2,4036889 UA e da un'eccentricità di 0,0535072, inclinata di 6,52025° rispetto all'eclittica.